# Ácido hipossulfuroso
Ácido hipossulfuroso (H2SO2) é um incomum ácido de enxofre.

## Características
O enxofre aparece com número de oxidação (NOX) igual a +2.
Classificado como um oxiácido fraco, diácido e volátil.
A fórmula estrutural proposta seria a do átomo de enxofre, colocado no meio da molécula, ligado a dois grupamentos OH em cada extremidade.